# Secretaría de Agricultura y Recursos Hidráulicos
La Secretaría de Agricultura y Recursos Hidráulicos por sus siglas SARH fue una secretaría de estado de México creada en 1976 por el presidente José López Portillo para sustituir a la Secretaría de Recursos Hidráulicos, incorporando además la materia agraria que venía ejerciendo la Secretaría de Agricultura y Ganadería. 
Durante su existencia fue la encargada del aprovechamiento y conservación del agua. Existió hasta 1994 cuando cambió su denominación por Secretaría de Agricultura, Ganadería, desarrollo rural, pesca y alimentación (SAGARPA) (México) (hoy SADER, Secretaría de agricultura y desarrollo rural). La moderna Comisión Nacional del Agua, nació EN 1989, como un organismo desconcentrado de esta secretaría.

## Historia
La secretaría que antecedió a la Secretaría de Agricultura y Recursos Hidráulicos dentro de la historia de la administración pública en México fue la Secretaría de Recursos Hidráulicos que existió desde 1946. Sin embargo algunos cambios en la legislación federal del agua y al sistema administrativo en general dieron motivo a la reforma dicha secretaría. En 1972 promulga la Ley Federal de Aguas y en diciembre de 1976 con la asunción a la presidencia de José López Portillo y Pacheco, se aprobó una nueva Ley Orgánica de la Administración Pública Federal, cuya exposición de motivos explica el cambio y la integración que sufrió esta secretaría:

La organización de la producción agropecuaria tradicionalmente se ha concebido en forma desagregada, al dividir la administración de los insumos, el riego y la tenencia de la tierra, y resulta urgente integrar programáticamente estos elementos para optimizar la producción agropecuaria y forestal. La iniciativa proponer reunir, en una sola Secretaría de Estado, las atribuciones conferidas a la Secretaría de Agricultura y Ganadería por una parte y la Secretaría de Recursos Hidráulicos, por la otra.
 Exposición de Motivos. ‘’Ley Orgánica de la Administración Pública Federal’’ (1976)

De esta manera quedaron integradas en una sola estructura la Secretaría de Agricultura y Ganadería y la Secretaría de Recursos Hidráulicos, para crear la nueva Secretaría de Agricultura y Recursos Hidráulicos.
Esta secretaría pervivió con la misma denominación durante los sexenios de Miguel de la Madrid Hurtado y Carlos Salinas de Gortari. En 1989, durante el sexenio de este último, mediante el decreto publicado el 16 de enero en el Diario Oficial de la Federación  por el cual se creó la Comisión Nacional del Agua como órgano administrativo desconcentrado de la secretaría otorgándosele todas las facultades que venía ejerciendo la Subsecretaría de Infraestructura Hidráulica.
En 1994, el presidente Ernesto Zedillo presentó al legislativo federal una nueva propuesta de reforma de la Ley Orgánica de la Administración Pública Federal, en la que se propusieron nuevos cambios a la estructura de las secretarías de estado: la Secretaría de Pesca se convertiría en la Secretaría de Medio Ambiente, Recursos Naturales y Pesca y a ella pasarían las facultades de la Secretaría de Agricultura y Recursos Hidráulicos en materia de protección de bosques, fauna y flora silvestres y la Comisión Nacional del Agua se mantendría como órgano desconcentrado pero ahora bajo la coordinación de esta nueva secretaría; ya sin estas funciones la Secretaría de Agricultura y Recursos Hidráulicos pasó a encargarse solamente del desarrollo rural cambiando su nombre por el de Secretaría de Agricultura, Ganadería y Desarrollo Rural.

## Funciones
Conforme al artículo 35 de la Ley Orgánica de la Administración Pública Federal de 1976, esta secretaría tenía entre sus funciones más destacadas:
- Planear, fomentar y asesorar técnicamente la producción agrícola, ganadera, avícola, apícola y forestal en todos sus aspectos;
- Definir, aplicar y difundir los métodos y procedimientos técnicos destinados a obtener mejor rendimiento en la agricultura, silvicultura, ganadería, avicultura y apicultura;
- Organizar y encauzar el crédito ejidal, agrícola, forestal y ganadero, con la cooperación de la Secretaría de Hacienda y Crédito Público;
- Organizar a los productores del sector agropecuario en torno a programas a nivel nacional y regional, en coordinación con la Secretaría de la Reforma Agraria;
- Fomentar las organizaciones mixtas con fines de producción agropecuaria o silvícola, cuyo objeto sea la producción agropecuaria o silvícola, en coordinación con la Secretaría de la Reforma Agraria;
- Organizar y dirigir los estudios, trabajos y servicios meteorológicos y climatológicos, creando el sistema meteorológico nacional, y participar en los convenios internacionales de la materia;
- Difundir los métodos y procedimientos técnicos destinados a obtener mejores rendimientos de los bosques;
- Organizar y administrar el aprovechamiento racional de los recursos forestales y de la fauna y flora silvestre, con el propósito de conservarlos y desarrollarlos;
- Vigilar el cumplimiento de aplicación de la Ley Federal de Aguas;
- Reconocer derechos y otorgar concesiones, permisos y autorizaciones  para el aprovechamiento de las aguas nacionales, con la cooperación de la Secretaría de Patrimonio y Fomento Industrial, cuando se trate de la generación de energía eléctrica;
- Administrar, controlar y reglamentar el aprovechamiento de las cuencas hidráulicas, vasos, manantiales y aguas de propiedad nacional, así como de las zonas federales correspondientes, con exclusión de lo que se atribuya expresamente a otra dependencia;
- Intervenir en la conservación de las corrientes, lagos y lagunas, en la protección de cuencas alimentadoras y en obras de corrección torrencial;
- Manejar el sistema hidrológico del Valle de México;
- Levantar y mantener actualizado el inventario de recursos naturales, específicamente de agua, suelo y cubierta vegetal, así como los de población animal, y